# Jacob Dolson Cox
Jacob Dolson Cox, född 27 oktober 1828 i Montréal, Québec, död 4 augusti 1900 i Gloucester, Massachusetts, var en amerikansk republikansk politiker och general. Han var den 28:e guvernören i delstaten Ohio 1866-1868. Han tjänstgjorde som USA:s inrikesminister 1869-1870. Han var ledamot av USA:s representanthus 1877-1879.
Cox föddes i Kanada till amerikanska föräldrar. Han gifte sig 1849 med Helen Finney. Paret fick åtta barn. Cox studerade teologi vid Oberlin College. Han studerade därefter juridik och inledde 1853 sin karriär som advokat i Ohio. Han var ledamot av delstatens senat 1859-1860.
Cox deltog i amerikanska inbördeskriget i nordstaternas armé och befordrades till generalmajor. Han besegrade demokraten George W. Morgan i guvernörsvalet 1865. Republikanerna i Ohio nominerade inte honom till omval. Han efterträddes 1868 av Rutherford B. Hayes.
USA:s president Ulysses S. Grant utnämnde 1869 Cox till inrikesminister. Han avgick följande år i protest mot korruptionen i det politiska systemet och efterträddes av Columbus Delano. Cox blev 1876 invald i representanthuset. Han kandiderade inte till omval i kongressvalet 1878.
Cox var presbyterian. Hans grav finns på Spring Grove Cemetery i Cincinnati.